# Leia diversipes
Leia diversipes är en tvåvingeart som beskrevs av Edwards 1933. Leia diversipes ingår i släktet Leia och familjen svampmyggor. Inga underarter finns listade i Catalogue of Life.